# Manitou (rivier)

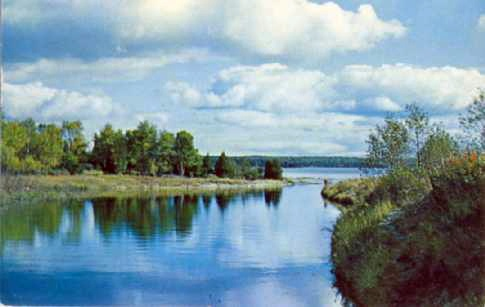
De Manitou

De Manitou is een riviertje in de Canadese deelstaat Ontario met een lengte van ongeveer vijftien kilometer.
Het begint in het Manitoumeer, doorsnijdt het Manitoulin-eiland en eindigt in het Huronmeer.